# Anthanassa annita
Anthanassa annita är en fjärilsart som beskrevs av Otto Staudinger 1885. Anthanassa annita ingår i släktet Anthanassa och familjen praktfjärilar. Inga underarter finns listade i Catalogue of Life.